# The Promise (T'Pau)
The Promise è il terzo album del gruppo inglese T'Pau, pubblicato nel 1991 dalla Charisma Records.

## Tracce
1. Soul Destruction – 3:46
2. Whenever You Need Me – 4:06
3. Walk on Air – 4:35
4. Made of Money – 3:50
5. Hold On to Love – 4:18
6. Strange Place – 4:30
7. One Direction – 4:00
8. Only a Heartbeat – 4:40
9. The Promise – 3:59
10. A Place in My Heart – 3:59
11. Man and Woman – 4:38
12. Purity – 3:48